# Alexandre de Tour et Taxis
Alexandre de Tour et Taxis (en allemand : Alexander von Thurn und Taxis et en italien : Alessandro della Torre e Tasso), duc de Castel Duino, est né le 8 juillet 1881 à Mzell, en Bohême austro-hongroise, et décédé le 11 mars 1937 à Duino, en Italie. Fondateur de la branche italienne de la maison de Tour et Taxis, c'est un aristocrate italien d'origine austro-bohémienne. 

## Famille
Le prince Alexandre est le fils du prince Alexandre-Jean de Tour et Taxis (1851-1939) et de son épouse la princesse Marie de Hohenlohe-Waldenburg-Schillingsfürst (1855-1934).
Les 27 et 29 janvier 1906, Alexandre épouse la princesse belge Marie de Ligne (1885-1971), fille du prince Louis de Ligne (1854-1918) et de sa femme Élisabeth de La Rochefoucauld (1865-1946). De ce mariage naissent trois enfants :
- Raymond de Tour et Taxis (1907-1986), duc de Castel Duino, qui s'unit, en 1949, à la princesse Eugénie de Grèce (1910-1989) ;
- Louis de Tour et Taxis (1908-1985), prince de Tour et Taxis, qui épouse l'Américaine Frances Goodyear ;
- Marguerite de Tour et Taxis (1909-2006), princesse de Tour et Taxis, qui se marie au prince Gaëtan de Bourbon-Parme (1905-1958).

Divorcé en 1919, le prince Alexandre se remarie à la roturière américaine Helena Holbrook Walker (1875-1959).

## Biographie
Troisième fils du prince austro-tchèque Alexandre-Jean de Tour et Taxis, le prince Alexandre combat, durant la Première Guerre mondiale, sous l'uniforme autrichien. Lieutenant, il sert sur le front slovène et combat l'armée italienne. Après la guerre, il s'installe, malgré tout, en Italie et obtient, en 1923, la citoyenneté de ce pays. Fait duc de Castel Duino par le roi Victor-Emmanuel III, il italianise alors son nom en « della Torre e Tasso ».
Esprit curieux, Alexandre s'intéresse aux sciences et fait œuvre de mécène. Il fonde ainsi le musée entomologique Pietro Rossi (aujourd'hui intégré au Muséum d'histoire naturelle de Milan), qui possède la plus riche collection de coléoptères des régions méditerranéennes. Il organise par ailleurs la restauration du château de Duino, qui est rouvert en 1932. 
En 1935, il s'enrôle, avec son fils Raymond, dans l'armée italienne et participe à la conquête de l'Éthiopie. Revenu du conflit sans aucune égratignure, il meurt en 1937.

## Sources
- (it) Pietro Spirito, « Storia e Leggenda dei Principi di Torre e Tasso », Il Piccolo,‎ 14 mars 2010 (lire en ligne).